# Fimbriaria janusioides
Fimbriaria janusioides es un especie de planta de la familia Malpighiaceae.

## Taxonomía
Fimbriaria janusioides fue descrita por Adrien-Henri de Jussieu  y publicado en Ann. Sci. Nat., Bot., sér. 2 II, 13: 250 1840.
Sinonimia
- Janusia janusioides W.R.Anderson [2]